# Orangevale
Orangevale és una concentració de població designada pel cens dels Estats Units a l'estat de Califòrnia. Segons el cens del 2000 tenia 26.705 habitants.

## Demografia
Segons el cens del 2000, Orangevale tenia 26.705 habitants, 9.856 habitatges, i 7.116 famílies. La densitat de població era de 1.028 habitants/km².
Dels 9.856 habitatges en un 34,6% hi vivien nens de menys de 18 anys, en un 55,3% hi vivien parelles casades, en un 11,5% dones solteres, i en un 27,8% no eren unitats familiars. En el 21% dels habitatges hi vivien persones soles el 7,1% de les quals corresponia a persones de 65 anys o més que vivien soles. El nombre mitjà de persones vivint en cada habitatge era de 2,67 i el nombre mitjà de persones que vivien en cada família era de 3,09.
Per edats la població es repartia de la següent manera: un 26,6% tenia menys de 18 anys, un 8,1% entre 18 i 24, un 29,1% entre 25 i 44, un 24,4% de 45 a 60 i un 11,8% 65 anys o més.
L'edat mediana era de 37 anys. Per cada 100 dones de 18 o més anys hi havia 95 homes.
La renda mediana per habitatge era de 53.371 $ i la renda mediana per família de 60.822 $. Els homes tenien una renda mediana de 43.712 $ mentre que les dones 31.510 $. La renda per capita de la població era de 24.658 $. Entorn del 5,1% de les famílies i el 6,9% de la població estaven per davall del llindar de pobresa.

## Poblacions més properes
El següent diagrama mostra les poblacions més properes.